# E-st@r
e-st@r è un satellite miniaturizzato progettato e costruito dal Politecnico di Torino.
È un satellite di tipo cubesat, cioè un cubo di lato 10 cm e massa non superiore a 1,33 kg, ed è stato messo in orbita il 13 febbraio 2012 nel lancio inaugurale del vettore europeo Vega assieme ad altri 8 satelliti.
Già nel 2006 il Politecnico di Torino aveva tentato di mettere in orbita un suo satellite (PiCPoT), ma il lanciatore Dnepr utilizzato è esploso alcuni secondi dopo la partenza distruggendosi. Nel 2009 l'Agenzia Spaziale Europea in vista del lancio inaugurale di Vega (che essendo il primo lancio aveva un'alta probabilità di fallimento) offrì 9 posti sul vettore per altrettanti cubesat, più altri due posti per satelliti più grandi. Solo 7 dei cubesat riuscirono ad essere preparati in tempo per il lancio:
- e-st@r del Politecnico di Torino,
- Goliat dell'Agenzia spaziale rumena,
- MaSat-1 dell'Università di Tecnologia e di Economia di Budapest,
- PW-Sat del Politecnico di Varsavia,
- ROBUSTA dell'Università di Montpellier II,
- UniCubeSat-GG dell'Università di Roma “La Sapienza”,
- Xatcobeo dell'Università di Vigo

i quali vennero lanciati il 13 febbraio 2012 assieme al satellite LARES dell'Agenzia Spaziale Italiana ed al satellite ALMASat-1 dell'Università di Bologna.
A bordo del satellite vi è una piattaforma inerziale che serve per determinare l'assetto del satellite stesso e per effettuare il puntamento dell'antenna verso terra. Su una faccia del cubo è presente l'antenna, che è lunga 34 cm ed è flessibile in quanto durante il lancio era arrotolata. Sulle altre 5 facce ci sono dei pannelli solari in arseniuro di gallio che alimentano delle batterie agli ioni di litio come quelle utilizzate nei comuni cellulari.
Il computer di bordo è un sistema embedded ed usa un sistema operativo sistema real-time.
Il sistema di comunicazione utilizza un processore PIC e comunica con terra alla frequenza di 437,445 MHz con una potenza di 0,5 W. Le frequenze sono state assegnate ai cubesat dall'ESA.
Per la progettazione e la costruzione del satellite complessivamente sono stati spesi circa 50.000 euro, un costo molto basso per un satellite di questo tipo.
L'orbita è inclinata di 71° ed è leggermente ellittica. Inoltre attraversa le fasce di van Allen.
Il satellite è stato realizzato dal CubeSatTeam del Politecnico di Torino, che si occupa di realizzare picosatelliti.